# Конституционный суд Азербайджана

## История
Конституционный суд Азербайджана создан 14 июля 1998 года.

## Общие положения
Конституционный суд Азербайджана учреждён статьёй 130 Конституции Азербайджана.
Состоит из 9 судей.
Располагается в Баку.
Действуют палаты и Пленум Конституционного суда. Рассмотрение дел по существу производится Пленумом. Членами Пленума Конституционного суда являются все судьи Конституционного суда.
Конституционный суд издаёт Вестник Конституционного суда.

## Структура

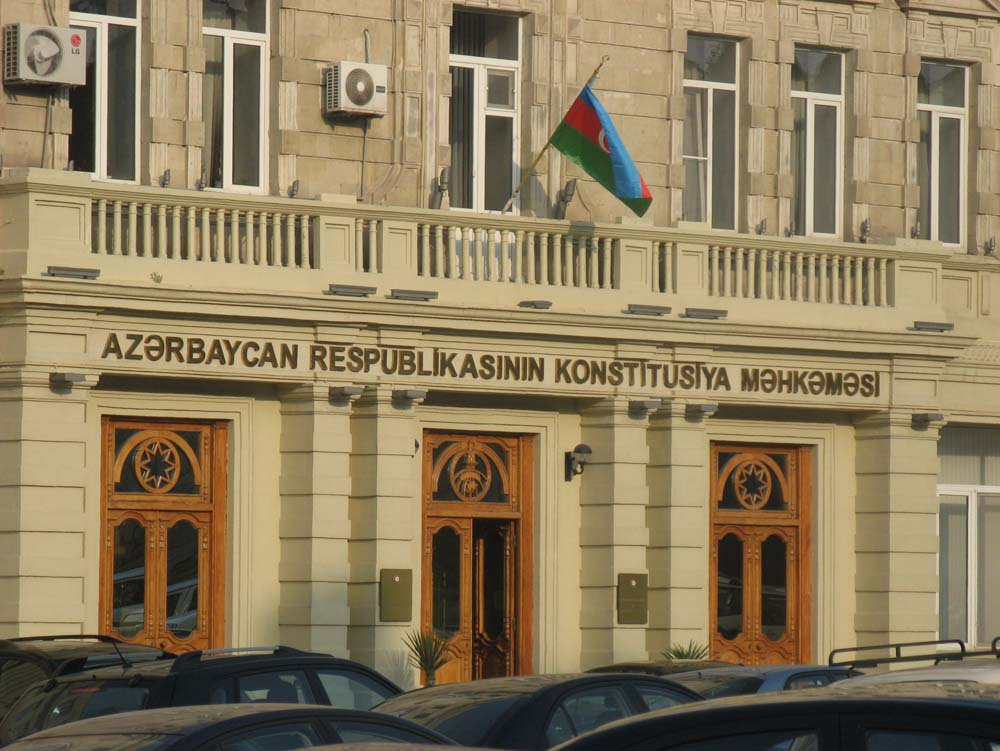
Конституционный суд Азербайджанской Республики

В аппарат Конституционного суда входят:
- отдел конституционного права
- отдел прав человека и аналитики
- отдел административного и уголовного права
- отдел гражданского права
- отдел международного права и международного сотрудничества
- отдел правового обеспечения и применения информационно-коммуникационных технологий
- отдел протокола и связям с общественностью
- отдел приёма обращений граждан
- сектор контроля за исполнением постановлений Конституционного суда

## Статус судей
Судьёй Конституционного суда вправе стать лицо не моложе 30 лет, имеющее право участия в выборах, имеющее высшее образование и стаж по юридической специальности не менее 5 лет.
Судьи назначаются Парламентом Азербайджана по представлению Президента Азербайджана сроком на 15 лет.
Одно и то же лицо не вправе быть повторно назначенным на должность судьи.
Предельный возраст судьи Конституционного суда составляет 70 лет.
Судьи Конституционного суда не вправе занимать иную выборную или назначаемую должность, заниматься иной оплачиваемой деятельностью кроме научной, педагогической или творческой. Не вправе заниматься политической деятельностью либо состоять в политических партиях.
Судья считается вступившим в должность с момента принесения присяги.
Судьи обладают неприкосновенностью.
Председатель Конституционного суда и его заместитель назначаются Президентом АР.

## Полномочия
- проверка на соответствие Конституции законов, указов и распоряжений Президента, решений Парламента, решений и распоряжений Правительства, нормативных правовых актов центральных исполнительных органов
- проверка на соответствие законам АР указов Президента, решений Правительства, нормативных правовых актов центральных исполнительных органов
- проверка на соответствие указам Президента решений Правительства, нормативных правовых актов центральных исполнительных органов
- в случаях, предусмотренных законами АР проверка на соответствие Конституции и законам АР решений Верховного суда
- проверка на соответствие Конституции, законам АР,  указам Президента, решениям Правительства (в Нахичеванской автономной республике в том числе проверка на соответствие Конституции, законам и решениям Кабинета министров НАР) актов муниципалитетов
- проверка не вступивших в силу межгосударственных договоров на соответствие Конституции
- проверка на соответствие Конституции и законам АР межгосударственных договоров
- проверка на соответствие Конституции Азербайджана конституции, законов, решений Верховного совета и Кабинета министров Нахичеванской АР
- проверка на соответствие законам Азербайджана законов, решений Кабинета министров Нахичеванской АР
- проверка на соответствие указам Президента, решениям Правительства решений Кабинета Министров Нахичеванской АР
- разрешение споров по вопросам разделения полномочий законодательной, исполнительной и судебной власти

Конституционный суд осуществляет толкование Конституции и законов Азербайджана по запросу Президента, Парламента, Правительства, Верховного суда, Прокуратуры, Верховного совета Нахичеванской АР.
Каждый вправе обратиться в Конституционный суд АР для восстановления своих прав и свобод в случае их нарушения законодательством, нормативно-правовыми актами органов исполнительной власти, судебными решениями, актами местных органов власти.
Суды вправе обратиться в Конституционный суд с запросом о толковании Конституции и законов АР по вопросам реализации прав и свобод граждан в предусмотренном законодательством порядке.
Право обращения в Конституционный суд также имеет омбудсмен АР.

## Рассмотрение дел
Палаты Конституционного суда решают вопрос о принятии либо не принятии к исполнению запросов и обращений в Конституционный суд.
Пленум Конституционного суда разрешает принятые к рассмотрению запросы и обращения по существу.
Председатель Конституционного суда руководит работой Пленума.
Палата выносит определения. Пленум выносит определения и постановления. Постановления Пленума выносятся большинством в 5 судей.
Постановления Пленума выносятся именем Республики Азербайджан. Являются окончательными, не могут быть отменены либо изменены каким-либо органом или лицом.
Постановления Конституционного суда обязательны для исполнения на всей территории АР.
Публикация постановлений Конституционного суда обязательна.
Особое мнение судьи, при его наличии, печатается вместе с постановлением.

## Председатели суда
- Ханлар Гаджиев (14 июля 1998 — 2003)
- Фархад Абдуллаев (с 25 июня 2003)

## Первоначальный состав судей
В первый состав Конституционного суда, утверждённый 14 июля 1998 года, входили:
- Ханлар Гаджиев (председатель)
- Фикрет Бабаев[азерб.]
- Бахман Гарибов
- Рафаэль Гваладзе
- Эльдар Мамедов
- Сона Салманова
- Аладдин Султанов[азерб.]

## Текущий состав судей
В текущий состав суда входят:
- Фархад Абдуллаев (председатель)
- Сона Салманова
- Фикрет Мамедов
- Умай Эфендиева
- Ровшан Исмаилов
- Джейхун Гараджаев
- Ханлар Велиев
- Иса Наджафов
- Камран Шафиев

## Деятельность
В июне 2024 года по обращению Президента Азербайджана Конституционный суд рассмотрел на соответствие Конституции постановление Парламента Азербайджана «Об обращении к Президенту Азербайджанской Республики в связи с назначением внеочередных выборов в Милли Меджлис Азербайджанской Республики» от 21 июня 2024 года. 27 июня 2024 года Пленум Конституционного суда принял постановление, согласно которому постановление Парламента, роспуск Милли Меджлиса Азербайджанской Республики и назначение внеочередных выборов признаны соответствующими статье 98-1 Конституции Азербайджана.
21 сентября 2024 года судом были утверждены итоги вбыоров в парламент, прошедших 1 сентября 2024 года.